# Dorothy McGuire
Dorothy McGuire, nascuda Dorothy Hackett McGuire, (Omaha, Nebraska 14 de juny de 1916 − Santa Monica, Califòrnia, 13 de setembre de 2001) va ser una actriu estatunidenca.

## Biografia
Dorothy McGuire  va néixer a Omaha, Nebraska, el 1916. Molt jove, animada pel seu amic Henry Fonda, es llança al teatre, i marxa de gira des de 1935. El seu primer paper l'oposa a Henry Fonda a  A Kiss For Cinderella. A Nova York, el retroba a Broadway el 1938 a l'obra  Our Town . El 1941, se li proposa el paper principal a la peça Claudia . Accepta, i manté el paper a Broadway i en un altre lloc durant dos anys. Quan el 1943, el realitzador Edmund Goulding decideix de fer una versió cinematogràfica de  Claudia , no vacil·la a escollir la que des de fa dos anys li casa el paper meravellosament. Dorothy McGuire debuta doncs en el cinema el 1943 amb Claudia , al costat del seu amic, l'actor Robert Young (el futur doctor Marcus Welby). Junts, rodaran una continuació, Claudia and David, tres anys més tard, el 1946.
A partir de 1945, Dorothy McGuire es converteix ràpidament en un dels valors segurs del cinema americà. És magnífica a A Tree Grows in Brooklyn , 1945 d'Elia Kazan, després a The Enchanted Cottage, 1945 on retroba de nou Robert Young. El 1946, la indústria queda impactada en veure que Dorothy no és nominada en els Oscars per la seva interpretació d'una jove sordmuda terroritzada per un homicida a The Espiral Staircase , 1946 del realitzador Robert Siodmak. Continua el seu camí amb Robert Mitchum i Guy Madison a Till the End of Time, 1946, i amb Gregory Peck, John Garfield i Celeste Holm a Gentleman's Agreement, 1947, de nou del realitzador Elia Kazan, on obté finalment la nomenació per l'Oscar a la millor actriu. S'absenta durant dos anys del cinema, el 1948 i 1949, el temps de fundar amb els seus amics Gregory Peck i Mel Ferrer la troupe de teatre "The La Jolla Playhouse", grup que atreu algunes estrelles de Hollywood (com participants o seguidors) i que continua encara les seves activitats avui.
Amb l'arribada dels anys cinquanta, Dorothy McGuire abandona els papers de joves primerenques per introduir-se en pel·lícules on deixa excel·lents records de noia acomplexada i estranyament seductora. Destaquen Mister 880 (1950), Mother Didn't Tell Me (1950), Callaway Went Thataway (1951, al costat de Fred MacMurray), I Want You (1951, amb Dana Andrews i Farley Granger), Invitation (1952) i l'enorme èxit al box-office Three Coins in the Fountain, 1954. Destaca de nou a la pel·lícula de suspens Make Haste to Live (1954) i en el drama judicial Trial  (1955, amb Glenn Ford).
El 1956, mentre la seva carrera l'orienta des d'aleshores cap als papers de mare, roda amb Gary Cooper i Anthony Perkins a la destacable pel·lícula La gran prova de William Wyler, on l'Acadèmia comet el greu error d'oblidar-lo en els Oscars quan se la declarava fins i tot guanyadora d'entrada! De tota manera, el National Board of Review la declara millor actriu de l'any i li dona un premi.
A continuació, Dorothy McGuire segueix amb els seus papers de mare a tres pel·lícules de Walt Disney: Old Yeller , 1957, The Swiss Family Robinson, 1960 i Summer Magic, 1963. Roda també A Summer Place (1959), que es mostra un dels grans èxits de l'any, després Aquesta terra és meva (1959, al costat de Rock Hudson i de Jean Simmons), The Dark at the Top of the Stairs (1960), The Remarkable Mr. Pennypacker  (1960) i Susan Slade  (1961). Durant aquests anys, Dorothy McGuire continua activa al teatre, sobretot amb el seu amic Henry Fonda. És amb els consells del seu pare i de Dorothy que la jove Jane Fonda s'estrena als escenaris. Després, el 1965, Dorothy roda el seu últim llargmetratge americà, i el seu últim -i no el menor- paper de mare, el de la Verge Maria a la majestuosa pel·lícula The Greatest Story Ever Told  amb una distribució de somni, incloent Charlton Heston, John Wayne, Angela Lansbury, José Ferrer, Roddy McDowall, Martin Landau, Sidney Poitier i Max von Sydow que interpreta Jesús. Dorothy només tornarà una vegada a la pantalla gran, i serà en una producció britànica, Flight of the Doves, el 1970.
Després, Dorothy McGuire comença una carrera a la televisió. Se la pot veure a diversos telefilms, entre els quals She Wait (1971), Another Part of the Forest (1972), Jonathan Livingston Seagull , per la narració, 1973), The Runaways, 1975, Little Women (el telefilm i la minisèrie, 1978), on retroba Robert Young, i  The Incredible Journey of Dr. Meg Laurel  (1979). Triomfa el 1976 a Rich Man, Poor Man, una minisèrie segons la novel·la d'Irwin Shaw que obté un gran èxit. McGuire és nominada per a un premi Emmy pel seu paper de Mary Jordache, la mare. Torna amb força el 1983 al telefilm The Ghost Dancing , després de dues vegades al costat d'Elizabeth Montgomery (protagonista de la sèrie la Meva bruixa estimada el 1985 a les pel·lícules Amos  i Between the Darkness and the Dawn . Acaba la seva carrera amb els telefilms  American Geisha  (1986), Summer Heat (per a la narració, 1987), I Never Sang For My Father (1988), The Last Best Year, 1990 i Caroline?, 1990) i participi també a nombrosos fulletons, entre els quals Love Boat (1978), Hotel (1985), St-Elsewhere (1986) i Highway to Heaven, 1986) on és la vídua de l'«àngel» Michael Landon. Només tornarà una vegada als platós de rodatge després de 1990, i serà el 1998, amb més de 80 anys, participa en el telefilm  Halloweentown , un especial televisat per a la festa de Halloween. Mor dos dies després dels atemptats terroristes de Nova York i de Washington, el 13 de setembre de 2001, als 85 anys.
Dorothy McGuire només es va casar una vegada, amb el fotògraf John Swope, amb qui va tenir dos fills.

## Filmografia
- 1943: Claudia d'Edmund Goulding.
- 1944: Reward Unlimited de Jacques Tourneur.
- 1945: Miracle d'amor (The Enchanted Cottage) de John Cromwell.
- 1945: A Tree Grows in Brooklyn d'Elia Kazan.
- 1945: L'escala de cargol (The Spiral Staircase) de Robert Siodmak.
- 1946: Claudia and David de Walter Lang.
- 1946: Fins a la fi del temps (Till the End of Time) d'Edward Dmytryk.
- 1947: Gentleman's Agreement d'Elia Kazan.
- 1950: Mister 880 d'Edmund Goulding.
- 1950: Mother Didn't Tell Me de Claude Binyon.
- 1951: Callaway Went Thataway de Melvin Frank i Norman Panama.
- 1951: I Want You de Mark Robson.
- 1952: Invitation de Gottfried Reinhardt.
- 1954: Three Coins in The Fountain de Jean Negulesco.
- 1954: Make Haste to Live de William A. Seiter.
- 1955:  Trial de Mark Robson.
- 1956: La gran prova (Friendly Persuasion) de William Wyler.
- 1957: Old Yeller de Robert Stevenson.
- 1959: A Summer Place de Delmer Daves.
- 1959: Aquesta terra és meva (This Earth Is Mine) de Henry King.
- 1960: The Remarkable Mr. Pennypacker de Henry Levin.
- 1960: Swiss Family Robinson de Ken Annakin.
- 1961: A dalt de l'escala és fosc (The Dark at the Top of the Stairs) de Delbert Mann.
- 1961: Susan Slade de Delmer Daves.
- 1963: Summer Magic de James Neilson.
- 1965: The Greatest Story Ever Told de George Stevens.
- 1970: Flight of the Doves de Ralph Nelson.
- 1971: She Waits de Delbert Mann.
- 1972: Another Part of the Forest de Daniel Mann.
- 1973: Jonathan Livingston Seagull de Hall Bartlett.
- 1975: The Runaways de Harry Harris.
- 1976: Rich Man, Poor Man Minisèrie de Boris Sagal i David Greene.
- 1978: Little Women de David Lowell Rich.
- 1979: Little Women de Gordon Hessler.
- 1979: The Incredible Journey of Doctor Meg Laurel de Guy Green.
- 1983: The Ghost Dancing de David Greene i Don Taylor.
- 1985: Amos de Michael Tuchner.
- 1986: Between the Darkness and the Dawn de Peter Levin.
- 1986: American Geisha de Lee Philips.
- 1987: Summer Heat de Michie Gleason.
- 1988: I Never Sang for My Father de Jack O'Brien.
- 1990: The Last Best Year de John Erman.
- 1990: Caroline ? de Joseph Sargent.

## Premis i nominacions

### Premis
- 1956. Nacional Board of Review Award per La gran prova

### Nominacions
- 1948. Oscar a la millor actriu per Gentleman's Agreement
- 1955. Primetime Emmy a la millor actriu per Climax!
- 1976. Primetime Emmy a la millor actriu secundària en sèrie dramàtica per Rich Man, Poor Man
- 1986. Primetime Emmy a la millor actriu en minisèrie o especial per Amos